# 咸悦駅
咸悦駅（ハミョルえき）は、大韓民国全北特別自治道益山市にある韓国鉄道公社（KORAIL）の駅である。

## 利用可能な路線
- 韓国鉄道公社
  - 湖南線

## 駅構造
- 島式ホーム2面4線の地上駅。

## 歴史
- 1912年3月6日 - 開業。

## 隣の駅
韓国鉄道公社
湖南線
江景駅 - (龍東駅) - 咸悦駅 - (黄登駅) - 益山駅